# Расселлвілл (Арканзас)
Расселлвілл (англ. Russellville) — місто (англ. city) в США, в окрузі Поуп штату Арканзас. Населення — 28 940 осіб (2020).

## Географія
Расселлвілл розташований за координатами 35°16′35″ пн. ш. 93°8′20″ зх. д. / 35.27639° пн. ш. 93.13889° зх. д. (35.276382, -93.138762). За даними Бюро перепису населення США в 2010 році місто мало площу 73,34 км², з яких 73,23 км² — суходіл та 0,11 км² — водойми.

## Демографія
Згідно з переписом 2010 року, у місті мешкало 27 920 осіб у 10 318 домогосподарствах у складі 6383 родин. Густота населення становила 381 особа/км². Було 11124 помешкання (152/км²).
Расовий склад населення:
| - 83,2 % — білих - 5,5 % — чорних або афроамериканців - 1,6 % — азіатів - 0,7 % — корінних американців - 6,7 % — осіб інших рас |

До двох чи більше рас належало 2,3 %. Іспаномовні складали 11,7 % від усіх жителів.
За віковим діапазоном населення розподілялося таким чином: 21,7 % — особи молодші 18 років, 65,9 % — особи у віці 18—64 років, 12,4 % — особи у віці 65 років та старші. Медіана віку мешканця становила 29,1 року. На 100 осіб жіночої статі у місті припадало 95,9 чоловіків; на 100 жінок у віці від 18 років та старших — 93,8 чоловіків також старших 18 років.
Середній дохід на одне домашнє господарство становив 48 671 долар США (медіана — 35 541), а середній дохід на одну сім'ю — 58 591 долар (медіана — 43 840). Медіана доходів становила 36 555 доларів для чоловіків та 26 650 доларів для жінок. За межею бідності перебувало 26,2 % осіб, у тому числі 33,1 % дітей у віці до 18 років та 14,1 % осіб у віці 65 років та старших.
Цивільне працевлаштоване населення становило 12 439 осіб. Основні галузі зайнятості: освіта, охорона здоров'я та соціальна допомога — 24,8 %, виробництво — 16,6 %, роздрібна торгівля — 12,0 %, мистецтво, розваги та відпочинок — 10,5 %.